# Amanda Dowdy
Amanda Dowdy est une joueuse de volley-ball et de beach-volley américaine née le 5 mai 1990 à Leander (Texas). Elle mesure 1,91 m et joue au poste d'attaquante.

## Clubs
| Club                  | De        | À         |
| --------------------- | --------- | --------- |
| Texas Tech University | 2008-2009 | 2010-2011 |
| Alemannia Aachen      | 2011-2012 | 2011-2012 |
| Gigantes de Carolina  | 2012-2012 | 2012-2012 |
| Valencianas de Juncos | 2013-2013 | 2013-2013 |